# Netania
Netania este un oraș din nord-vestul Israelului, pe litoralul Mării Mediterane. În anul 2001 orasul avea 166,700 locuitori. Netania este una din cele mai importante stațiuni balneare din Israel.